# Savezni ured za zaštitu Ustava
Savezni ured za zaštitu Ustava (njem.: Bundesamt für Verfassungsschutz, BfV) je sigurnosna služba Savezne Republike Njemačke zadužena za unutarnju sigurnost. Savezni ured za zaštitu Ustava je osnovan 1950. godine. Sjedište BfV-a se nalazi u Kölnu. BfV ima oko 3500 zaposlenih i proračun od 422 milijuna eura u 2019. godini. Trenutni ravnatelj je Thomas Haldenwang.
BfV je dio njemačke obavještajne zajednice zajedno sa saveznom obavještajnom službom BND i vojnom sigurnosnom službom BAMAD.

## Ustroj
BfV ima sjedište u Kölnu. Na čelu je ravnatelj (trenutno Thomas Haldenwang) i dva pomoćnika ravnatelja (trenutno Ernst Stehl i Sinan Selen).
BfV je podijeljen u jedanaest odjela:
- Odjel Z -  središnje službe
- IT odjel - informacijske tehnologije i specijalna tehnologija
- Odjel S - unutarnja sigurnost, tajna i diverzantska zaštita, tehnički pregled, unutarnja revizija
- Odjel O - promatranje
- Odjel C - kibernetička zaštita
- Odjel 1: Stručna podrška
- Odjel 2: Desni ekstremizam / terorizam
- Odjel 3: Središnja operativna podrška
- Odjel 4: Protu-špijunaža, osobna / fizička sigurnost, protu-sabotaža i zaštita od industrijske špijunaže
- Odjel 5: Ekstremizam stranaca i lijevi ekstremizam
- Odjel 6: Islamski ekstremizam i terorizam
- AfV - Akademija za zaštitu Ustava

U 2013. godini savezna sredstva za BfV iznosila su 207 milijuna eura, a služba je imala ukupno 2.641 zaposlenika. 
U 2019. proračun je iznosio 422 milijuna eura.

## Ravnatelji
| Ravnatelj             | Razdoblje     |
| --------------------- | ------------- |
| Otto John             | 1950. – 1954. |
| Hanns Jess            | 1954. – 1955. |
| Hubert Schrübbers     | 1955. – 1972. |
| Günther Nollau        | 1972. – 1975. |
| Richard Meier         | 1975. – 1982. |
| Heribert Hellenbroich | 1983. – 1985. |
| Ludwig-Holger Pfahls  | 1985. – 1987. |
| Gerhard Boeden        | 1987. – 1991. |
| Eckart Werthebach     | 1991. – 1995. |
| Hansjörg Geiger       | 1995. – 1996. |
| Peter Frisch          | 1996. – 2000. |
| Heinz Fromm           | 2000. – 2012. |
| Hans-Georg Maaßen     | 2012. – 2018. |
| Thomas Haldenwang     | 2018. -       |

## Poveznice
- BND, vanjska obavještajna služba
- BAMAD, njemačka vojna sigurnosna služba
- DGSI, francuska sigurnosna služba
- FSB, ruska sigurnosna služba
- MI5, britanska sigurnosna služba
- Shabak, izraelska sigurnosna služba
- SOA, hrvatska sigurnosno-obavještajna služba

## Vanjske poveznice
- Službena stranica